# Веремье (Киевская область)
Ве́ремье (укр. Верем’я) — село, входит в Обуховский район Киевской области Украины.
Население по переписи 2001 года составляло 343 человека. Почтовый индекс — 08744. Телефонный код — 4572. Занимает площадь 2,78 км². Код КОАТУУ — 3223181001.

## Местный совет
08744, Київська обл., Обухівський р-н, с. Верем’я, вул. Каштанова, 18